# Plotheia plumbeocinerea
Plotheia plumbeocinerea är en fjärilsart som beskrevs av Embrik Strand 1917. Plotheia plumbeocinerea ingår i släktet Plotheia och familjen trågspinnare. Inga underarter finns listade i Catalogue of Life.